# Atka (miasto)
Atka − miasto na wyspie Atka (archipelag Aleuty) w stanie Alaska, Stany Zjednoczone. 

## Demografia
W roku 2023 miasto zamieszkiwały 54 osoby, a gęstość zaludnienia wynosiła zaledwie 0,58 osoby/km².

## Transport
Do miasta Atka można się dostać tylko samolotem lub okresowo statkiem. 

## Klimat
Klimat subpolarny morski. Temperatury minimalne w najzimniejszym miesiącu (styczniu) wynoszą średnio –1 °C, zaś temperatury maksymalne w miesiącu najcieplejszym (sierpniu) około +12 °C.